# Speleonychia sengeri
Genre
Espèce
Speleonychia sengeri, unique représentant du genre Speleonychia, est une espèce d'opilions laniatores de la famille des Cladonychiidae.

## Distribution
Cette espèce est endémique du Washington aux États-Unis. Elle se rencontre dans des grottes dans les comtés de Skamania et de Klickitat.

## Description
Le mâle holotype mesure 1,79 mm.

## Étymologie
Cette espèce est nommée en l'honneur de Clyde M. Senger.

## Publication originale
- Briggs, 1974 : « Troglobitic harvestmen recently discovered in North American Lava tubes (Travuniidae, Erebomastridae, Triaenonychidae: Opiliones). » The Journal of Arachnology, vol. 1, no 3, p. 205–214 (texte intégral).